# Poluńce
Poluńce (dodatkowa nazwa w j. litewskim Paliūnai) – wieś w Polsce położona w województwie podlaskim, w powiecie sejneńskim, w gminie Puńsk.
W latach 1975–1998 miejscowość administracyjnie należała do województwa suwalskiego.
W okresie międzywojennym stacjonowała tu strażnica Korpusu Ochrony Pogranicza.